# Cerodontha stuckenberigella
Cerodontha stuckenberigella är en tvåvingeart som beskrevs av Spencer 1977. Cerodontha stuckenberigella ingår i släktet Cerodontha och familjen minerarflugor. Inga underarter finns listade i Catalogue of Life.